# Bulgaralpine
Bulgaralpine (bułg. Булгаралпин) – samochód sportowy klasy kompaktowej produkowany w Płowdiwie w Bułgarii w latach 1967–1969 na licencji francuskiego Alpine A110.

## Początki
Pod koniec 1966 roku Jean Rédélé, założyciel francuskiej marki Alpine, odwiedził Sofię na zaproszenie bułgarskiego przedsiębiorstwa ETO Bulet. Firma ta, istotna dla rozwoju motoryzacji w Bułgarii, odpowiadała m.in. za produkcję licencyjnych modeli Renault 8 i 10 pod nazwą Bulgarrenault. Wizyta Rédélego zbiegła się z testami Alpine A110, które na nowo budowanej obwodnicy Sofii przeprowadził znany bułgarski kierowca rajdowy Ilija Czubrikow. Auto zrobiło duże wrażenie, co doprowadziło do propozycji współpracy – Francuzi dostarczyli silniki, a także wysłali specjalistów do przeszkolenia lokalnych inżynierów.
W ramach tej kooperacji zakupiono licencję o wartości 8 mln franków francuskich, obejmującą m.in. narzędzia i maszyny. Nadwozia nowych aut wykonywano z włókna szklanego, które sprowadzano początkowo z Francji, a następnie z NRD i PRL. Już pod koniec 1967 roku, w fabryce w Płowdiwie, zmontowano pierwsze egzemplarze Bulgaralpine, co zbiegło się z sukcesami Alpine A110 na rynkach europejskim i amerykańskim. W 1968 roku dwa egzemplarze Bulgaralpine wystartowały w Rajdzie Monte Carlo (jednym kierował Czubrikow), a ETO Bulet stworzyło nawet własny zespół wyścigowy.

## Produkcja i użytkowanie
Chociaż oryginalne plany zakładały, że produkowany będzie jeden samochód dziennie, to dokładna liczba wyprodukowanych Bulgaralpine nie jest znana. Źródła podają od 60 do 150 sztuk – część pozostała w kraju, część trafiła na eksport. Według niektórych doniesień umowę z Alpine zerwano z powodu naruszenia zakazu eksportu. Braki dokumentacji utrudniają precyzyjne ustalenia. Wiadomo natomiast, że auta te wykorzystywano głównie w sportach motorowych aż do końca lat 70. XX wieku.
Część pojazdów trafiła także w ręce prywatnych właścicieli, mimo że nie było to oficjalnie dopuszczone. Przykładem jest reżyser Wasił Mirczew, który swoim Bulgaralpine w 1969 roku pokonał trasę z Sofii do Cannes w zaledwie 16 godzin. Ówczesna cena samochodu wynosiła 8200 lewów. 
Produkcję, która miała miejsce w płowdiwskim przedsiębiorstwie Metalchim, zakończono w 1969 roku.